# اولیاگیر
اولیاگیر (به لاتین: Ulyagir) یک منطقهٔ مسکونی در روسیه است که در استان آمور واقع شده‌است.